# Kate Maberly
Pour les articles homonymes, voir Maberly (homonymie).
Kate Maberly est une actrice et réalisatrice britannique née le 14 mars 1982 à Reigate en Angleterre.

## Filmographie

### Réalisatrice
- 2015 : Charlie's Supersonic Glider

### Actrice

#### Cinéma
- 1993 : Le Jardin secret : Mary Lennox
- 1995 : Friendship's Field : Ira
- 1998 : Mysteries of Egypt : la petite-fille
- 2002 : Simon: An English Legionnaire : Jennifer
- 2004 : Neverland : Wendy Darling
- 2006 : Like Minds : Susan Mueller
- 2007 : Popcorn : Annie
- 2008 : Boogeyman 3 : Jennifer
- 2012 : Rites of Passage : Dani
- 2012 : The Ghastly Love of Johnny X : Dandi Conners
- 2013 : Standing Up : Margo Cutter
- 2016 : 1066 : Eadgyth Godwinson

#### Télévision
- 1991 : Screen One : Christine (1 épisode)
- 1992 : Anglo Saxon Attitudes : Kay jeune (3 épisodes)
- 1995 : Les Langoliers : Dinah Bellman (2 épisodes)
- 1996 : Les Voyages de Gulliver : Glumdalclitch (2 épisodes)
- 1997 : Gobble : Pippa Worsfold
- 1997 : Screen Two : Vanessa (1 épisode)
- 2000 : The Last of the Blonde Bombshells : Madeleine jeune
- 2001 : Victoria et Albert : Princesse Alice
- 2001 : Inspecteur Barnaby : Holly Reid (1 épisode)
- 2002 : Inspecteur Frost : Melanie Monkton (2 épisodes)
- 2002 : Daniel Deronda : Kate Meyrick (3 épisodes)
- 2010 : The Booth at the End : Jenny (5 épisodes)